# Chemin Teynier
Le chemin Teynier est une voie de Toulouse, chef-lieu de la région Occitanie, dans le Midi de la France.

## Situation et accès

### Description
Le chemin Teynier est une voie publique. Il se trouve dans le quartier de Lardenne. Il correspond à une partie de l'ancien chemin vicinal no 35, dit « de la Cépière » (actuels chemin de la Cépière, partie est de la rue Jean-Doujat, partie sud du chemin de Beauregard et partie ouest du chemin Teynier).
La chaussée compte une voie de circulation automobile dans chaque sens. Il n'existe pas d'aménagement cyclable.

### Voies rencontrées
Le chemin Teynier rencontre les voies suivantes, dans l'ordre des numéros croissants (« g » indique que la rue se situe à gauche, « d » à droite) :
1. Impasse Teynier - accès piéton (g)
2. Rue de Sainte-Mère-Église (d)
3. Rue de Saint-Lô (d)
4. Rue Jean-Fourcassié (d)
5. Rue des Muses - accès piéton (d)
6. Impasse Paul-Groussac (g)
7. Rue Philadelphe-de-Gerde - accès piéton (d)
8. Chemin de Baluffet (d)
9. Chemin des Capelles

## Odonymie
Le chemin tient son nom du domaine de Teynier, un ancien domaine agricole qu'il desservait. Le château, qui s'élève près de l'avenue de Lardenne (actuel no 4 chemin du Calquet) avait appartenu, entre la fin du XVIIIe siècle et 1921, à la famille Teynier, dont Jean-Louis de Teynier, négociant toulousain, prieur de la bourse des marchands et capitoul en 1767-1768.
Au XVe siècle, le domaine était une dépendance du fief que possédait la famille du Bourg, et particulièrement Louis du Bourg, dans le terroir de Lardenne (actuel château Calquet, no 100 chemin du Commandant-Joël-Le Goff) : aussi le chemin Teynier a-t-il été désigné au XVIe siècle comme le chemin Dubourg. Au XVIIe siècle, c'est aussi le chemin de Beauregard ou de Griffoulet : ces noms rappellent François de Griffolet (1635-1701), seigneur de Beauregard et trésorier général de France, qui possédait un château au bord du Touch. D'ailleurs, en 1974, lorsque l'impasse Teynier fut coupée en deux parties, à la suite du percement de l'avenue du Groupe-Morhange, puis de l'aménagement de la rocade (actuelle autoroute A621/périphérique de Toulouse), le nom de Beauregard a été rendu à la partie du chemin qui était restée à l'est de la rocade.

## Patrimoine et lieux d'intérêt
- no  44 : maison de plaisance (deuxième moitié du XIXe siècle).
- no  63 : maison toulousaine (deuxième moitié du XIXe siècle).
- no  65 : ferme (XVIIIe siècle)[6].
- no  72-72 bis : maison (deuxième moitié du XXe siècle).
- no  82 : ferme (XVIIIe siècle)[7].
- no  86 : maison de la Ronceraie (deuxième moitié du XVIIIe siècle)[8].
- no  83 : maison (deuxième moitié du XIXe siècle).
- no  112 : maison toulousaine (deuxième moitié du XIXe siècle)[9].